# Barrô (Águeda)
Barrô is een plaats (freguesia) in de Portugese gemeente Águeda en telt 2 040 inwoners (2001).